# Mesopatellina
Mesopatellina es un género de foraminífero bentónico de la subfamilia Patellininae, de la familia Patellinidae, suborden Spirillinina y del orden Robertinida. Su especie tipo es Mesopatellina differens. Su rango cronoestratigráfico abarca el Holoceno.

## Clasificación
Mesopatellina incluye a las siguientes especies:
- Mesopatellina differens